# Koninklijke Maatschappij voor Landbouw en Plantkunde
De Koninklijke Maatschappij voor Landbouw- en Plantkunde (KMLP) is een Gentse vereniging van tuinbouwers en bloemliefhebbers. Ze werd opgericht onder de naam ‘Stichting Maatschappij voor Landbouw en Kruidkunde’ in 1808, tijdens de bloei van de Gentse Horticultuur. De titel ‘Koninklijk’ werd in 1818 door Willem I aan de vereniging toegekend.
De maatschappij had een rol in het bekendmaken en het verspreiden van lokale Gentse producten, waaronder exotische planten.
Daartoe werden onder meer tentoonstellingen georganiseerd, waarvan de eerste plaatsvond in 1809 in een bescheiden zaal. Ten gevolge van haar succes werd de tentoonstelling ‘Salon’ genoemd. In 1836 werden de Floraliën ondergebracht in het nieuwe gebouw van het Casino van Gent, dat gefinancierd was door de Koninklijke Maatschappij. Ondanks de uitbreidingen van het complex werd het Casino te klein en verhuisde de tentoonstelling na 1908 naar het Citadelpark.
In 1839 organiseerde de Koninklijk Maatschappij behalve de halfjaarlijkse salons ook een grote vijfjaarlijkse tentoonstelling. Ter ere van de negende tentoonstelling werd de naam Gentse Floraliën ingevoerd in 1873 en naar aanleiding van de wereldtentoonstelling van 1913 werd het ‘Floraliënpaleis’ gebouwd op de huidige site van het Citadelpark. 
Vanaf 1990 deed Flanders Expo dienst als locatie.
In 2008 vierde de Koninklijke Maatschappij haar 200ste verjaardag met onder andere een klassiek bloemenconcert in de Vlaamse Opera, een archievententoonstelling in het Pand, een sierteeltcongres met de Universiteit Gent en een historische praalstoet doorheen de Gentse binnenstad.
De editie van 2016 vond plaats in het Kunstenkwartier van Gent en in 2020 zal het Floraliënpaleis opnieuw gebruikt worden. Momenteel wordt de tentoonstelling vierjaarlijks georganiseerd.

## Collecties en publicaties
De bibliotheekcollectie van de Koninklijke Maatschappij voor Landbouw- en Plantkunde bevat naast boeken over planten en horticultuur ook archiefstukken, medailles en herbaria.